# Benjamin Besnard
Benjamin Besnard  (* 29. Dezember 1992) ist ein Schweizer ehemaliger Fussballspieler, der auf der Position eines Stürmers spielte.

## Karriere
Benjamin Besnards Vater, Gilles Besnard, und Onkel, Pascal Besnard, waren beide Fussballprofis und spielten für den Servette FC Genève.
Besnard spielte in seiner Jugend beim Lancy FC, einem Genfer Vorortsclub. Im Jahr 2010 erhielt er seinen ersten Profivertrag beim Lancy FC. Nach einer Saison wurde er zum FC UGS Genève transferiert, wo er erstmals eindrücklich auf seine Torgefahr aufmerksam machte. In 24 Spielen erzielte er 14 Tore. Nach weiteren Stationen in der Westschweiz wurde er vom Servette FC Genève verpflichtet, wo auch schon sein Vater und sein Onkel gespielt hatten. Er wurde auf Anhieb ein wichtiger Spieler in der Offensive und erhielt nach dem ersten Jahr bereits Angebote aus der Super League, welche er allesamt ablehnte.